# Азотний цикл

Схематичне представлення проходження азоту через біосферу. Ключовим елементом циклу є різні види бактерій

Азо́тний цикл  (колообіг азоту) — геобіохімічний цикл, що описує процес замкнутих взаємопов'язаних шляхів, якими азот циркулює через екосистеми та в земній біосфері.
Біосфера складається з двох сполучених «резервуарів» з азотом — величезного (в ньому знаходиться азот, що міститься в атмосфері (4•1015 тонн) і океанах (20•1012 тонн)) і зовсім маленького (в ньому знаходиться азот, що міститься в живих істотах). Між цими резервуарами є «вузький прохід», в якому азот тим чи іншим способом зв'язується (близько 100 млн тонн щорічно). Азот у формі неорганічних сполук, таких як нітрати у ґрунті, абсорбується рослинами і перетворюється на органічні сполуки у тканинах рослин. Частина цього азоту, яким живляться травоїдні тварини, потрапляє до хижаків, які харчуються травоїдними. У нормальних умовах азот з навколишнього середовища потрапляє через цей прохід в біологічні системи і повертається в навколишнє середовище після загибелі біологічних систем до ґрунту у вигляді екскрементів чи мертвих організмів. Там він під впливом бактерій, переходить у неорганічну форму. Лише 4 млн тонн міститься в тканинах рослин і тварин — усе інше накопичується в розкладаючих мікроорганізмах і врешті-решт повертається в атмосферу. Деякі бактерії, азотфіксатори, здатні фіксувати атмосферний азот.

## Азот
Азот — одна з найпоширеніших речовин у біосфері, вузькій оболонці Землі, де підтримується життя. Так, 79 % повітря, яким ми дихаємо, складається з цього елемента. Основна частина атмосферного азоту знаходиться у вільній формі, за якої два атоми азоту з'єднані разом, утворюючи молекулу азоту (N2). Через те, що зв'язки між двома атомами дуже міцні, живі організми не здатні безпосередньо використовувати молекулярний азот — його спочатку необхідно перевести в «зв'язаний» стан. У процесі зв'язування молекули азоту розщеплюються, даючи можливість окремим атомам азоту брати участь у хімічних реакціях з іншими атомами, наприклад з киснем, і таким чином заважаючи їм знову об'єднатися в молекулу азоту. Зв'язок між атомами азоту й іншими атомами досить слабкий, що дозволяє живим організмам засвоювати їх. Тому зв'язування азоту — надзвичайно важлива частина життєвих процесів на нашій планеті. Сполуки азоту також беруть участь у хімічних процесах в атмосфері і впливають на клімат.

## Біохімічний цикл

Азотний цикл у біоценозі акваріума: 1 — внесення азота з їжею та підкормками для водоростей; 2 — продукування амонію з сечею риб; 3 — нітрифікація амонію до нітритів Nitrosomonas bacteria; 4 — перетворення нітритів на нітрати Nitrospira bacteria; 5 — випаровування; 6 — світло; 7 — кисневий цикл; 8 — продукування кисню водоростями; 9 — продукування вуглекислого газу рибами.

Загалом, кругообіг азоту складається з хімічних реакцій у повітрі (окиснення є домінуючим) із хімічних реакцій в біосфері: в рослинах та мікроорганізмах в ґрунті (окиснення або відновлення). Для росту рослинам необхідні сполуки азоту. У природі азот може бути у формах, засвоюваних рослинами (таких як нітрати або сполуки амонію) або такими, що не засвоюються (таких як молекулярний азот або оксид азоту (N2O)). Протягом фіксації азоту або його денітрифікації відбувається обмін між обома формами.

### Фіксація азоту
Фіксація азоту — процес засвоєння рослинами сполук азоту з повітря (головним чином з молекулярного азоту, N2). Фіксація азоту можлива багатьма бактеріями і ціанобактеріями. Вони живуть або в ґрунті, або в симбіозі з рослинами, або з декількома різновидами тварин. Наприклад, родина бобових рослин (Fabaceae) містить такі бактерії на своїх коріннях. Продукти фіксації азоту — аміак (NH3), нітрити або нітрати. Фіксація азоту є процесом, протилежним денітрифікації.

### Нітрифікація
Нітрифікація є другим кроком фіксації азоту. Якщо аміак — первинний продукт фіксації азоту, то перехід аміаку в нітрити і нітрати (нітрифікуючими бактеріями) — нітрифікація.

### Денітрифікація
Денітрифікація є процесом розкладання нітрату з отриманням азоту. Ця ланка перетворень азоту в біоценозі виконується денітрифікуючими мікроорганізмами (паличкоподібна бактерія (Pasterellaceae), псевдомонас (Pseudomonas) й інші), які при засвоєнні переходять від кисню до нітрату, особливо в недостатньо провітрюваних ґрунтах. Процес денітрифікації може призвести до кількох проміжних продуктів. Найважливіший — закис азоту (N2O), довгоживучий парниковий газ. Гази повертають азот в атмосферу.

### Асиміляція
Засвоювані сполуки азоту можуть накопичуватися в ґрунті в неорганічній формі (нітрат) або можуть бути включені в живий організм як органічний азот. Асиміляція і мінералізація визначає поглинання сполук азоту з ґрунту, об'єднання їх у біомолекули рослин й конверсію в неорганічний азот після відмирання рослин, відповідно. Асиміляція — перехід неорганічного азоту (типу нітрату) в органічну форму азоту як, наприклад, амінокислоти. Нітрат переходить за допомогою ферментів спочатку в нітрит (редуктаза нітрату), потім у аміак (редуктаза нітриту). Аміак входить до складу амінокислот.

### Мінералізація
Мінералізація (амоніфікація) це процес, протягом якого редуценти, такі як земляні хробаки, терміти, слимаки, равлики, бактерії і гриби перетворюють органічний азот відмерлих рослин в неорганічні форми. Перший крок це формування аміаку (NH4+) і його солей (NH4+ X-). Асиміляція і мінералізація є протилежними процесами.

## Атмосферні окиснення
У результаті природних процесів зв'язується від 100 до 150 млн тонн азоту на рік. Найважливіші шляхи природного виробництва оксидів азоту — це окиснювальні процеси при високих температурах, якими можуть бути:
- Високі температури лісових пожеж.
- Окиснення молекулярного азоту (інертного в нормальних умовах) при виверженнях вулканів.
- Спалахи блискавок, які відбуваються близько ста разів на планеті кожну секунду. Електричний розряд нагріває атмосферу навколо себе, азот з'єднується з киснем (відбувається реакція горіння) з утворенням різних оксидів азоту. Ця досить видовищна форма зв'язування охоплює лише 10 млн тонн азоту на рік.

Головними продуктами таких процесів є оксид азоту (NO) і діоксид азоту (NO2), а після подальших реакцій — азотна кислота (HNO3). Певні концентрації оксидів азоту призводять до формування озону за допомогою сонячного світла і емісії вуглеводнів.

## Вплив людської діяльності

### Оксиди азоту і озоновий смог
На додаток до природних джерел, люди відповідальні за емісію NO / NO2 в результаті горіння при технічних процесах. Найпоширеніше — це згоряння палива в автомобільних двигунах. При згоранні викопного палива відбувається розігрів повітря, як і у випадку з розрядом блискавки. Приблизно 20 млн тонн азоту на рік зв'язується при спалюванні природного палива. За певних умов якщо середні концентрації оксидів азоту в повітрі стають занадто високими, це може призвести до озонового смогу. Крім того, оксиди азоту в атмосферних реакціях перетворюються на азотну кислоту, що вносить свій внесок у кислотні дощі та призводить до їх негативних наслідків.

### Внесення добрив

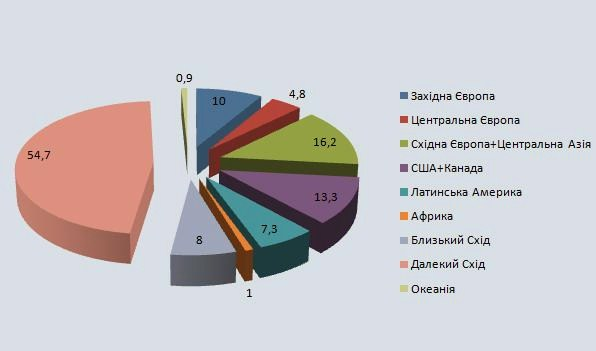
Виробництво аміаку у світі за регіонами, станом на 2004 рік. Дані надані Міжнародною асоціацією виробників мінеральних добрив (IFA).

Щоб поліпшувати умови вирощування зернових та інших сільськогосподарських культур, в ґрунт вносяться азотовмісні добрива. Нестача азоту часто стримує ріст рослин, і фермери для підвищення врожайності купують штучно зв'язаний азот у вигляді мінеральних добрив. Це можна назвати технічної фіксацією азоту, що базується, наприклад, на синтезі аміаку в процесі Габера-Боша. Технологією зв'язування азоту в промислових масштабах ми зобов'язані військовим. У Німеччині перед Першою світовою війною був розроблений спосіб отримання аміаку для потреб військової промисловості. Виробництво азотовмісних добрив дуже збільшилося за останні десятиліття. Тепер для сільського господарства кожен рік виробляється трохи більше 80 млн тонн зв'язаного азоту (він вживається не тільки для вирощування харчових культур, а також для удобрення приміських галявини і садів). Подальше збільшення фракції закису азоту (звеселяючий газ) в повітрі, перш за все, наслідок вживання азотних добрив.
Головний постачальник зв'язаного азоту в природі — бактерії: завдяки їм зв'язується приблизно від 90 до 140 млн тонн азоту. Найвідоміші бактерії, що зв'язують азот, знаходяться в бульбочках бобових рослин. На їх використанні заснований традиційний метод підвищення родючості ґрунту: на полі спочатку вирощують горох або інші бобові культури, потім їх заорюють в землю (сидеральне добриво), і накопичений в їх бульбочках зв'язаний азот переходить в ґрунт. Потім поле засівають іншими культурами, які цей азот вже можуть використовувати для свого зростання. Таким чином відбувається зв'язування азоту і перенесення його в біосферу до 40 млн тонн щорічно.

Підсумувавши внесок людини в кругообіг азоту, одержуємо цифру близько 140 млн тонн на рік. Приблизно стільки ж азоту зв'язується в природі природним чином. Таким чином, за порівняно короткий період часу людина стала робити істотний вплив на кругообіг азоту в природі. Тим не менше доводиться визнати, що видозміна кругообігу азоту, ще далеко не найгірша проблема з тих, з якими зіткнулося людство. У зв'язку з цим можна навести слова Пітера Вітошека, еколога зі Стенфордського університету, який вивчає рослини: 
|  | Ми рухаємося до зеленого і зарослого бур'янами світу, але це не катастрофа. Дуже важливо вміти відрізнити катастрофу від деградації. |

### Евтрофікація
Кожна екосистема здатна засвоїти певну кількість азоту, і в наслідки цього в цілому сприятливі — рослини стануть рости швидше. Якщо внесено занадто багато добрив і надлишок не прийнятий рослинами, це викликає подвійну негативну дію. При насиченні екосистеми аміак і нітрати змиваються у водойми і прибережні зони. Тут вони викликають сильний ріст рослин і морських водоростей (фітопланктону), в результаті чого життя у воді може згаснути, так як вміст кисню у воді буде зменшуватися через розкладання решток відмерлих продуцентів, на їх розкладання витрачається майже весь розчинений у воді кисень. Евтрофікація озер — мабуть, найнеприємніша екологічна проблема, пов'язана з азотом. Крім того, денітрифікація збільшується і виробляється більше закису азоту. Це збільшує парниковий ефект, а закис азоту, що досягає стратосфери, перетворюється в інші оксиди азоту, що сприяють виснаженню озонового шару.